# Артистичне плавання на Чемпіонаті світу з водних видів спорту 2023 — соло, довільна програма (жінки)
Змагання з артистичного плавання в довільній програмі соло серед жінок на Чемпіонаті світу з водних видів спорту 2023 відбулися 17 і 19 липня 2023 року.

## Результати
Попередній раунд відбувся 17 липня о 09:00 за місцевим часом. Фінал відбувся 19 липня о 19:30 за місцевим часом.
Зеленим позначено фіналісток
| Місце | Плавчиня                  | Країна          | Попередній раунд | Попередній раунд | Фінал            | Фінал            |
| Місце | Плавчиня                  | Країна          | Очки             | Місце            | Очки             | Місце            |
| ----- | ------------------------- | --------------- | ---------------- | ---------------- | ---------------- | ---------------- |
| 1     | Юкіко Інуі                | Японія          | 253.1853         | 1                | 254.6062         | 1                |
| 2     | Васілікі Александрі       | Австрія         | 179.2834         | 6                | 229.3251         | 2                |
| 3     | Кейт Шортман              | Велика Британія | 213.8417         | 2                | 219.9542         | 3                |
| 4     | Одрі Ламот                | Канада          | 167.3625         | 8                | 207.4480         | 4                |
| 5     | Євангелія Платаніоті      | Греція          | 199.4834         | 3                | 205.5459         | 5                |
| 6     | Нур Йон Сео               | Південна Корея  | 185.9500         | 4                | 186.6167         | 6                |
| 7     | Джасмін Вербена           | Сан-Марино      | 182.3520         | 5                | 186.4918         | 7                |
| 8     | Іріс Тіо Касас            | Іспанія         | 174.0208         | 7                | 178.9146         | 8                |
| 9     | Лаеліс Алавес             | Франція         | 150.4520         | 12               | 175.8146         | 9                |
| 10    | Ече Унгор                 | Туреччина       | 153.9521         | 10               | 160.4291         | 10               |
| 11    | Матео Буторак             | Хорватія        | 166.7458         | 9                | 151.1520         | 11               |
| 12    | Кіра Ховертц              | Аруба           | 153.2980         | 11               | 136.4083         | 12               |
| 13    | Марі Алавідзе             | Грузія          | 148.3376         | 13               | Завершили виступ | Завершили виступ |
| 14    | Сандра Фреунд             | Швеція          | 144.1728         | 14               | Завершили виступ | Завершили виступ |
| 15    | Каріна Магрупова          | Казахстан       | 137.0083         | 15               | Завершили виступ | Завершили виступ |
| 16    | Вікторія Рейхова          | Словаччина      | 135.4375         | 16               | Завершили виступ | Завершили виступ |
| 17    | Патраві Чаяварак          | Таїланд         | 135.0437         | 17               | Завершили виступ | Завершили виступ |
| 18    | Александра Атанасова      | Болгарія        | 132.9146         | 18               | Завершили виступ | Завершили виступ |
| 19    | Ніка Селяк                | Словенія        | 128.8188         | 19               | Завершили виступ | Завершили виступ |
| 20    | Ана Чулич                 | Мальта          | 128.6814         | 20               | Завершили виступ | Завершили виступ |
| 21    | Сюзанна Педотті           | Італія          | 122.6167         | 21               | Завершили виступ | Завершили виступ |
| 22    | Скай Макдональд           | ПАР             | 122.4375         | 22               | Завершили виступ | Завершили виступ |
| 23    | Марлен Боєр               | Німеччина       | 121.9084         | 23               | Завершили виступ | Завершили виступ |
| 24    | Кароліна Клускова         | Чехія           | 115.0375         | 24               | Завершили виступ | Завершили виступ |
| 25    | Дженна Хафсі              | Марокко         | 114.3521         | 25               | Завершили виступ | Завершили виступ |
| 26    | Александра Мансаре-Траоре | Гвінея          | 109.9249         | 26               | Завершили виступ | Завершили виступ |
| 27    | Анна Вашченко             | Узбекистан      | 108.4708         | 27               | Завершили виступ | Завершили виступ |
| 28    | Габріела Альпахон         | Куба            | 107.2771         | 28               | Завершили виступ | Завершили виступ |
| 29    | Анна Мітініан             | Коста-Рика      | 96.0500          | 29               | Завершили виступ | Завершили виступ |